# Ayacucho (Táchira)
Ayacucho é um município da Venezuela localizado no estado de Táchira.
A capital do município é a cidade de Colón.